# Amir Ohana
Amir Ohana (hebreu: אמיר אוחנה)  (Beerxeba, 15 de març de 1976) és un advocat israelià, anteriorment oficial de Xin Bet i polític que actualment serveix a la Knesset pel Likkud. Anteriorment va ocupar els càrrecs de ministre de Justícia i ministre de Seguretat Pública. Va ser el primer membre de dretes obertament gai de la Knesset i el primer home obertament gai del Likkud a servir a la Knesset. També és la primera persona obertament gai que va ser nomenat ministra del govern israelià el 2019. D'ençà del desembre de 2022 és el president de la Kenésset.

## Biografia
Ohana va néixer a Beersheba, el tercer fill de Meir i Esther Ohana, immigrants del Marroc. En la seva joventut, la seva família es va traslladar a Lehavim i després a Rishon LeZion. Va servir a les Forces de Defensa d'Israel com a investigador d'accidents de carretera a la Policia Militar. Va exercir com a part d'una força que assegurava les artèries de trànsit a la Franja de Gaza i com a investigador d'accidents de trànsit al sud d'Israel, va completar un curs d'oficial i va ser comandant del pas de Karni. També comandava una base de policia militar. Ohana va fer un total de sis anys de servei regular a les FDI i continua sent reservista. Després de deixar el servei militar regular, va servir a Xin Bet durant sis anys més.
Ohana va estudiar dret a la Universitat d'Estudis de Gestió Acadèmica, i després d'obtenir una llicenciatura en Dret, va ser passant amb el Ministeri de Justícia d'Israel a l'Oficina del fiscal de l'Estat. Després va treballar com a advocat en dret penal durant una dècada.

## Carrera política

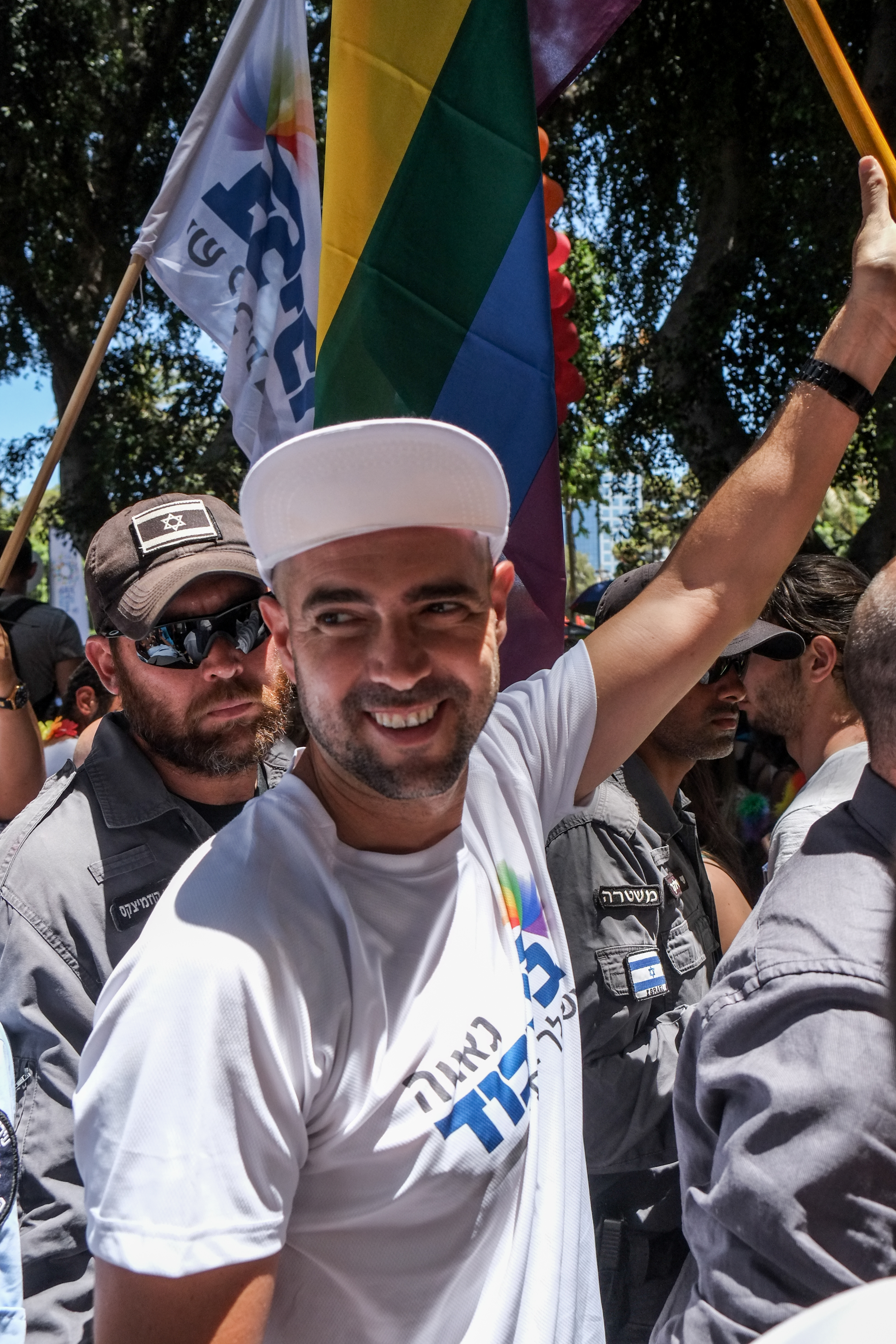
Ohana a la desfilada de l'Orgull de Tel-Aviv al 2015

El president de la regió electoral gai del Likkud, Ohana va guanyar la 32a posició de la llista del Likkud per a les eleccions de la Knesset de 2015 a les primàries del partit, un lloc reservat a un membre del districte de Tel-Aviv. Tot i que no va aconseguir un escó quan el partit va obtenir 30 escons, es va traslladar al lloc 31 després del ministre i el MK Danny Danon renunciar a la Knesset per assumir el càrrec d'enviat d’Israel a l’ONU. Ohana va entrar finalment a la Knesset el 27 de desembre de 2015 com a substitut de Silvan Shalom després de dimitir enmig d'un escàndol d'assetjament sexual. Durant el seu primer mandat a la Knesset, va treballar com a membre del Comitè de Finances i del Comitè d'Afers Exteriors i Defensa, a més de presidir el Lobby for Shaping the Gun-Carrying Policy a Israel i unir-se al Lobby for Medical Cannabis. També va ser copresident del grup d'amistat parlamentària Israel-Japó.
Després de ser reelegit a les eleccions d’abril del 2019, va ser nomenat ministre de Justícia al juny, convertint-se en el primer individu obertament LGBT servint al govern. El seu nomenament es va produir després dels polèmics comentaris de Bezalel Smotrich, un altre candidat a l'oficina, que va dir que li agradaria establir un estat halachic regit per la legislació religiosa jueva. Ohana va ser considerat un lleial de Netanyahu i va recolzar l'exempció del primer ministre de la persecució en les investigacions de corrupció de Netanyahu. Va ser reelegit el setembre de 2019 i el març de 2020. El maig de 2020 va ser nomenat ministre de Seguretat Pública al nou govern. El juliol de 2020 va renunciar a la Knesset segons la llei noruega i va ser substituït per Amit Halevi.
Per a les eleccions del 2021, Ohana va ser classificat divuitè a la llista del Likkud, i va tornar a la Knesset, ja que el Likkud va obtenir trenta escons. Va deixar el gabinet després que es formés un nou govern, amb el Likkud a l'oposició.

## Opinions
Ohana és partidari d’afluixar la política de transport d’armes a Israel per tal de permetre més gent armada als carrers per a la prevenció i la reacció ràpida als atacs terroristes. Després d’entrar a la Knesset, Ohana va inaugurar el grup per pressionar i promoure aquesta causa.
Quan els membres de l’oposició de la Knesset, el febrer del 2016, van proposar diversos projectes de llei destinats a millorar l'estat de la comunitat gai, com el reconeixement de vidus en pena, la prohibició de la teràpia de conversió, el reconeixement dels contractes matrimonials entre persones del mateix sexe i la formació de professionals de la salut per tractar problemes de gènere i inclinació sexual, Ohana va deixar la sessió sense votar; va dir que no podia votar en contra d'aquests projectes de llei, però no volia violar la línia del partit.
És membre de la junta del grup de lleials Tadmor - Eretz Yisrael dins del Likkud.{

## Vida personal
Ohana i la seva parella, Alon Hadad, tenen un fill i una filla junts. Els seus fills van néixer amb una mare subrogada a l'estat estatunidenc d'Oregon. Viuen a Tel-Aviv.